# Euconosia aspersa
Euconosia aspersa är en fjärilsart som beskrevs av Walker 1862. Euconosia aspersa ingår i släktet Euconosia och familjen björnspinnare. Inga underarter finns listade i Catalogue of Life.